# Mohammad H. Ansari
Mohammad H. Ansari es un físico teórico canadiense especialista en física cuántica. En 2006 propuso que se pueden ver efectos de gravedad cuántica en la radiación de Hawking de un agujero negro. Fue el primer ganador del premio John Brodie del Instituto Perimeter de Física Teórica.
En 2015 propuso junto con Nazarov una versión cuántica del teorema de fluctuación-disipación en motores térmicos cuánticos que enuncia una correspondencia exacta entre entropía de Rényi y full-counting statistics (FCS) de transferencias de energía.